# Sông Zavkhan
Zavkhan (tiếng Mông Cổ: Завхан гол) là một sông tại Mông Cổ. Sông khởi nguồn từ dãy núi Khangai và đổ vào biển Khyargas. Diện tích lưu vực của sông lên tới 71.000 km² và là dòng sông lớn nhất tại miền tây Mông Cổ. Sông Zavkhan tạo thành hầu hết ranh giới tự nhiên giữa hai tỉnh Govi-Altai và Zavkhan. Chiểu dài của sông là 670 km.
Zavkhan được hợp thành từ hai phụ lưu Buyant Gol (khởi nguồn từ núi Under-Ulziyt-Uul (3531 m tại tỉnh Zavkhan) và Shar-Usny Gol (khởi nguồn ở đỉnh cực tây của núi Untaa-Yamaatyn Ehny-Nuruu tại tỉnh Bayanhongor). Một phụ lưu hữu ngạn tên là Buyant Gol chảy từ ngọn núi cao Hangai Otto-Tengeri. Sông Zavkhan chảy qua các tỉnh Gov-Altai, Zavkhan, Khovd và Uvs. Sông đổ vào hồ Airag Nuur, một hồ thông với hồ Khyargas Nuur.

## Dòng chảy
Nguồn nước của sông Zavkhan bao gồm từ tuyết trên các vũng nước trên đỉnh núi, nguồn nước ngầm và nước mưa và ít khi có lũ lụt. Lưu lượng nước chảy đạt mức cao nhất trong giai đoạn gió mùa mùa hè và ở mức thấp vào mùa đông. Phần lưu vực thượng lưu của sông là một phần bồn địa trên thảo nguyên và các vùng núi lãnh nguyên cát, đất sét và bán hoang mạc thấp. Phần lưu vực hạ lưu của sông có các tảng đá và điều này khiến cho dòng sông phải uốn khúc, có nhiều kênh đào và hồ nhỏ. Sau đó sông chảy vào hồ Khyargas. Tại các khu vực định cư có hệ thống tưới tiêu Guulin.